# راوي الحديث
راوي الحديث هو مصطلح إسلامي يشير إلى الشخص الذي يروي الحديث النبوي عن من سبقه من طبقات الرواة إلى من يليه. ويُشترط فيه شروطًا مهمة للتأكد من ضبطه وعدالته، ويُعتبر راوي الحديث جزءاً حيوياً من علوم الحديث في الإسلام، إذ تتوقف صحة الحديث النبوي على دقة وموثوقية سنده (سلسلة الرواة)، ولأن الأحاديث النبوية تمثل المصدر الثاني للتشريع الإسلامي، فإن مصداقيتها وأصالتها تتطلب دراسة منهجية دقيقة للرواة الذين نقلوها إلينا، ومن هنا تبرز أهمية معرفة "راوي الحديث" وتقييمه من خلال مجموعة من المعايير الدقيقة التي وضعها علماء الحديث، وتسليط الضوء على دور راوي الحديث في حفظ السنة، والشروط التي يجب توافرها في الراوي ليكون حديثه مقبولاً ومعتمداً.

## تعريف راوي الحديث في اللغة والاصطلاح

### لغةً:
روَى يَروي، ارْوِ، رِوايةً، فهو راوٍ، والمفعول مَروِيّ. وروَى الحديثَ أي نقَله وحمَله وذكَره؛ فلان يجيد رواية الشِّعر- روى الرّواية: قصَّها- هم رُواة الأحاديث-.
والرَّاوِي ‌رَاوِي الحَدِيث أَو الشّعْر حامله وناقله رُوَاة؛ و(الراوية) مؤنث الرَّاوِي والمستقي وَمن كثرت رِوَايَته.
والرِّواية أي رواية الشِّعْر والحديث. ورجل راوية: كثير الرِّواية. والجَميعُ: رُواةٌ.

### إصطلاحاً:
الراوي هو من تلقى الحديث وأدّاه بصيغة من صيغ الأداء.
وأما رواية الحديث فهي نقل الحديث وإسناده إلى من عزى أي نسب إليه بصيغة من صيغ الأداء كحدثنا وأخبرنا وسمعت وعن ونحوها.
وهي أيضاً ما أضافه الراوي إلى النبي أو دوَّنَه سواء كان صحابياً أو تابعياً، من جهة العناية بنقل ذلك وضبطه وتحرير ألفاظه.
أو هو حفظ الحديث والأثر، وروايتهما، وضبط وتحرير ألفاظهما؛ كالحفظ في الصدور، ومعرفة فقه المتن، ومعاني ألفاظه، وضبط المسطور من التحريف والتغيير.

## أهمية الراوي في نقل الحديث
العِلمُ بَحَديثِ رسولِ اللهِ ورِوَايَته من أشرف العلوم وأفضلها؛ لأنه ثاني أَدِلَّة علوم الإسلام، ومادة علم الأصول والأحكام، والسَّلف أَطْلَقُوا الحديث على أقوال الصحابة والتابعين لهم بإحسان وآثارِهِم وفَتَاواهم.
والسَّنَدُ: إِخبَارٌ عن طَريقِ المَتنِ، من قولهم فُلانٌ سَنَد أَيْ مُعتَمَد، فسُمِّيَ سَندًا، لاعتماد الحُفَّاظ في صِحةِ الحَديثِ وضَعْفهِ عليه.
والإِسنِاد: هو رَفعُ الحديث إلى قائِله. فعلى هذا السَّنَدُ والإسناد، يتقاربان في معنى الاعتماد.
وإنّ الله سبحانه وتعالى شرّف هَذِهِ الأمة بشرف الإسناد، وَمَنَّ عَلَيْهَا بسلسلة الإسناد واتصاله، فهو خصيصة فاضلة لهذه الأمة وليس لغيرها من الأمم السابقة، يقول مُحَمَّد بن حاتم بن المظفر: إنّ الله أَكْرَمَ هَذِهِ الأمة وشرّفها وفضّلها بالإسناد، وليس لأحد من الأمم كلها، قديمهم وحديثهم إسنادٌ، وهذه الأمة إنما تنُصّ الْحَدِيْث من الثقة المعروف في زمانه المشهور بالصدق والأمانة عن مثله حَتَّى تتناهى أخبارهم، ثُمَّ يبحثون أشد البحث حَتَّى يعرفوا الأحفظ فالأحفظ، والأضبط فالأضبط والأطول مجالسةً لِمَنْ فوقه ممن كَانَ أقل مجالسةً، فهذا من أعظم نعم الله تَعَالَى عَلَى هَذِهِ الأمة.
ولولا الإسناد واهتمام المحدِثين بِهِ لضاعت علينا سنة النبي ولاختلط بِهَا ما ليس مِنْهَا، ولما استطعنا التمييز بَيْنَ صحيحها من سقيمها؛ إذن فغاية دراسة الإسناد والاهتمام به هي معرفة صحة الحديث أو ضعفه، فمدار قبول الحديث غالباً عَلَى إسناده.
وقال شعبة بن الحجاج يقول: ((إنما يعلم صحة الْحَدِيْث بصحة الإسناد)).
وَقَالَ عَبْد الله بن المبارك: ((الإسناد من الدين، ولولا الإسناد لقال من شاء ما شاء)).

### شروط الراوي
أجمع جَمَاهِير أَئِمَّة الْعلم بِالْحَدِيثِ وَالْفِقْه الْأصول على أَنه يشْتَرط فِيمَن يحْتَج بحَديثه ‌الْعَدَالَة ‌والضبط.

### العدالة
هي ملكة تحمل صاحبها على ملازمة التقوى واجتناب الكبائر والابتعاد عن الصغائر أو هي حالة أو هيئة نفسانية تحمل صاحبها وتدفعه إلى ملازمة التقوى.

### شروط العدالة
ويشترط فيها الأمور الآتية:
1. الإسلام: لقوله تعالى: ﴿مِمَّنْ تَرْضَوْنَ مِنَ الشُّهَدَاءِ﴾، وغير المسلم ليس من أهل الرضى قطعاً.
2. البلوغ: لأنه مناط تحمل المسؤولية، والتزام الواجبات وترك المحظورات.
3. العقل: لأنه لا بد منه لحصول الصدق وضبط الكلام.
4. التقوى: وهي اجتناب الكبائر وترك الإصرار على الصغائر؛ أما الكبائر فركوبها فسق قطعاً، وكذا الإصرار على الصغائر، لأن الإصرار يجعلها كبيرة كما قال عمر: "لا صغيرة مع الإصرار".[22]
5. الاتصاف بالمروءة وترك ما يخل بها: وهو كل ما يحط من قدر الإنسان في العرف، الاجتماعي الصحيح، مثل التبول في الطريق، وكثرة السخرية والاستخفاف، لأن من فعل ذلك كان قليل المبالاة، لا نأمن أن يستهتر في نقل الحديث النبوي.[23]

### شروط تثبت العدالة
1. تثبت العدالة بالاستفاضة والشهرة، فمن اشتهرت عدالته بين أهل العلم من أهل الحديث وغيرهم، وشاع الثناء عليه بها كفى في عدالته، ولا يحتاج مع ذلك إلى معدل ينص عليها.
2. وتثبت العدالة أيضاً بتنصيص عالمين عليها، أو واحد على الصحيح، ولو بروايته عنه في قول.
3. كل حامل علم معروف العناية به فهو عدل محمول في أمره أبداً على العدالة حتى يتبين جرحه.[24]

### الضبط
هو إتقان ما يرويه الراوي بأن يكون متيقظاً لما يروي، غير مغفل وذلك بأن يكّثر صوابه على خطئه وغفلته، حافظاً لروايته إن حدث من حفظه ضابطاً لكتابه إن حدث من كتابه، عالماً بما يحيل المعنى عن المراد إن روى بالمعنى حتى يثق المطلع على روايته، والمتتبع لأحواله بأنه أدى الأمانة كما تحملها لم يغير منها شيئاً.
ويعرف كون الراوي ضابطاً بمقياس قرره العلماء واختبروا به ضبط الرواة، وهو كما لخصه ابن الصلاح: (أن نعتبر -أي نوازن- رواياته بروايات الثقات المعروفين بالضبط والاتقان، فإن وجدنا رواياته موافقة ولو من حيث المعنى لروايتهم أو موافقة لها في الأغلب والمخالفة نادرة، عرفنا حينئذ كونه ضابطاً، وإن وجدناه كثير المخالفة لهم عرفنا اختلال ضبطه ولم نحتج بحديثه.

### أقسام الضبط
1. ضبط صدر: وهول أن يحفظ ما سمعه في صدره من جهة تحمله إلى وقت أدائه بحيث يتمكن من استحضاره، متى شاء، مع المحافظة على اللفظ إن كان ذاكرا له، مستكملا لشروط الرواية بالمعنى، إن روي بالمعنى.
2. ضبط كتاب: وهو أن يصون كتابه الذي تحمل الحديث فيه من وقت تحمله إلى وقت أدائه بحيث يأمن عليه من التغيير والتبديل، والزيادة والنقصان، وإذا أعاره إلى أحد لا يعيره إلا لرجل مؤتمن. وضبط الصدر مجمع على قبول الرواية به، وأما ضبط الكتاب فخالف في قبول الرواية بعض الأئمة الكبار كأبي حنيفة وأبي عبد الله مالك.

فإذا اجتمع في الراوي هذان الركنان: العدالة والضبط، فهو حجة يلزم العمل بحديثه، ويطلق عليه ثقة.

### تفاوت الضبط
وتتفاوت مراتب الضبط بحسب تفاوت الرواة في الحفظ والتيقظ وعدم الغفلة والسهو إن روى من حفظه، وبمقدار ضبطه لكتابه وصيانته له إن روى من كتابه، وبمقدار علمه بمعنى ما يرويه، وبما يحيل المعنى عن المراد إن روى بالمعنى.

## الطبقات
الطَّبَقَةُ فِي اللغة: الْقَوْم ‌المتشابهون. وطبقات ‌الناس ‌مراتبهم.
وفي الاصطلاح: ‌قوم ‌تقاربوا ‌في ‌السن ‌والْإسناد ‌أَو ‌في ‌الْإِسناد ‌فقط بِأَن يَكون شيوخ هذا هم شيوخ الآخر، أَو يقاربوا شيوخه.

### أهمية الطبقات
قال السخاوي: هو من المهمات، وفائدته الأمن من تداخل المشتبهين كالمتفقين في اسم أو كنية أو نحو ذلك كما بيناه في المتفق والمفترق، وإمكان الاطلاع على تبين التدليس، والوقوف على حقيقة المراد من العنعنة.
وقال العراقي: من ‌المهمات ‌معرفة ‌طبقات ‌الرواة؛ فإنه قد يتفق اسمان في اللفظ، فيُظن أن أحدهما الآخر، فيتميز ذلك بمعرفة طبقتيهما، إن كانا من طبقتين، فإن كانا من طبقة واحدة، فربما أشكل الأمر، وربما عُرف ذلك بمن فوقه، أو دونه من الرواة، فربما كان أحد المتفقين في الاسم لا يروي عمن روى عنه الآخر، فإن اشتركا في الراوي الأعلى وفيمن روى عنهما، فالإشكال حينئذ أشد. وإنما يميز ذلك أهل الحفظ والمعرفة ... وبسبب الجهل بمعرفة الطبقات غلط غير واحد من المصنفين، فربما ظن راويا، راويا آخر غيره، وربما أدخل راويا في غير طبقته.

### أشهر الطبقات في علم الحديث
- الطبقة الأولى: الصحابة، على اختلاف مراتبهم، وتمييز من ليس له منهم إلا مجرد الرّؤية من غيره.
- الطبقة الثانية: طبقة كبار التابعين، كابن المسيب، فإن كان مخضرما صرّحت بذلك.
- الطبقة الثالثة: الطبقة الوسطى من التابعين، كالحسن وابن سيرين.
- الطبقة الرابعة: طبقة تليها، جلّ روايتهم عن كبار التابعين، كالزّهري وقتادة.
- الطبقة الخامسة: الطبقة الصغرى منهم، الذين رأوا الواحد والاثنين، ولم يثبت لبعضهم السماع من الصّحابة، كالأعمش.
- الطبقة السادسة: طبقة عاصروا الخامسة، لكن لم يثبت لهم لقاء أحد من الصحابة، كابن جريج.
- الطبقة السابعة: كبار أتباع التابعين، كمالك والثوري.
- الطبقة الثامنة: الطبقة الوسطى منهم، كابن عيينة وابن عُلَيّة.
- الطبقة التاسعة: الطبقة الصغرى من أتباع التابعين: كيزيد بن هارون، والشافعي، وأبي داود الطيالسي، وعبد الرزاق.
- الطبقة العاشرة: كبار الآخذين عن تَبَعِ الأتباع، ممن لم يلق التابعين، كأحمد بن حنبل.
- الطبقة الحادية عشرة: الطبقة الوسطى من ذلك، كالذّهلي والبخاري.
- الطبقة الثانية عشرةَ: صغار الآخذين عن تبع الأتباع، كالترمذي، وألحقت بها باقي شيوخ الأئمة الستة، الذين تأخرت وفاتهم قليلا، كبعض شيوخ النسائي.[32]